# Bisleri (azienda)
Bisleri International Pvt. Ltd., anche solo Bisleri, è un marchio ed una società indiana di acqua in bottiglia formata nel 1969 da Jayantilal Chauhan e Cesare Rossi. Bisleri svolge le sue principali attività in India, con 135 stabilimenti operativi e una rete di 3.000 distributori e 5.000 camion di distribuzione. L'azienda svolge attività in tutta l'India e nei paesi limitrofi. L'azienda vende acqua in bottiglia e bevande aromatizzate.

## Storia
Bisleri era originariamente un'azienda italiana creata da Felice Bisleri, inventore del liquore ferro-china. Il marchio fu inizialmente introdotto sul mercato nel 1965 a Mumbai con bottiglie di vetro in due varietà: frizzante e liscia. Il gruppo "Parle" comprò Bisleri Ltd. dall'imprenditore italiano originario di Nocera Umbra ed iniziò ad imbottigliare l'acqua in bottiglie di vetro con il marchio "Bisleri". Il nuovo management adotto sin da subito bottiglie in PVC anti-ritorno ma alla fine sposò la soluzione di contenitori in PET. Nel 1995, Ramesh J Chauhan iniziò a espandere le attività di Bisleri. Nel 2003 la società ha annunciato la sua entrata nel mercato europeo. Ramesh J Chauhan ha poi venduto la sua quota a Wakharikar & Sons, mantenedo però la gestione di tutte le operazioni.
Il nome del marchio Bisleri è molto popolare in India che viene utilizzato anche come nome generico per tutta l'acqua in bottiglia.

### Bisleri E-Commerce
Bisleri ha anche lanciato nel 2020 la propria piattaforma di e-commerce e delivery: i prodotti Bisleri sono inoltre disponibili anche su altri portali online come Flipkart, Big Basket, Grofers, ecc. disponibili per il mercato indiano.